# John Fraser (piłkarz)
John Alexander „Jack” Fraser (ur. 15 grudnia 1881 w Hamilton, zm. 8 maja 1959) – kanadyjski piłkarz, zawodnik kanadyjskiego klubu Galt F.C., mistrz olimpijski.
W igrzyskach olimpijskich wziął udział w 1904 w Saint Louis. Startowały wówczas trzy zespoły klubowe, dwa ze Stanów Zjednoczonych i jeden z Kanady. Kanadyjczycy wygrali wszystkie spotkania i zdobyli złoto. Fraser, grający na tym turnieju jako obrońca, nie zdobył żadnego gola, wystąpił tylko w meczu z Christian Brothers’ College.
Z klubem Galt F.C. zwyciężył w Ontario Cup (1903).